# Ethiopian Postal Service
Ethiopian Postal Service Enterprise, alias Ethiopostal est l’opérateur public responsable du service postal en Éthiopie. 

## Réglementation
En vertu de la proclamation n ° 240 de 1966, le service postal éthiopien a le privilège exclusif du transport, de la réception, collecte, envoi et livraison d'articles postaux. Selon cette proclamation, la poste éthiopienne est organisée en tant que service indépendant du ministère des Postes, télégraphes et téléphones.

## Activités
Le service postal éthiopien rend les services suivants : 
- service postal
- colis postaux
- services financiers
- poste express
- service philatélique
- service d'agence
- carte SIM et cartes-cadeaux
- services de transport (post Bus)
- boîtes postales
- services publicitaires par boîtes postales (publicité directe)
- musée postal
- service logistique
- service d'acceptation et de livraison de porte à porte